# Сражение при Аппоматтоксе
Сражение при Аппома́ттоксе (англ. Battle of Appomattox Court House) произошло утром 9 апреля 1865 года и стало последним сражением, в котором участвовала Северовиргинская армия генерала Ли и последним крупным сражением американской гражданской войны (формально последним стало Сражение у ранчо Пальмито). После капитуляции Питерсберга Ли покинул Ричмонд и стал отступать на запад, планируя объединиться с отрядами Конфедерации в Южной Каролине. Ли остановился около Аппоматтокса, где попытался атаковать противника, предполагая, что перед ним только кавалерия. Когда он понял, что кавалерию поддерживают два корпуса федеральной пехоты, ему стало очевидно, что остается только сдаваться.
Документы капитуляции были подписаны в гостиной дома Уилмера Маклина в полдень 9 апреля. 12 апреля была проведена формальная церемония расформирования Северовирджинской армии.

## Предыстория
Последняя фаза Гражданской войны началась в июне 1864 года, когда федеральная армия перешла реку Джеймс. Войска генерала Гранта осадили Питерсберг и Ричмонд, надеясь перерезать пути снабжения войск противника и вынудить их к отступлению. Генерал Ли осознавал, что позиции его войск невыгодны и искал пути отступления, однако первый ход все же сделали северяне. 1 апреля 1865 года кавалерия Шеридана обошла фланг армии Ли, выиграв сражение при Файв-Фокс. На следующий день армия Гранта осуществила решительный прорыв, предрешив тем капитуляцию Питерсберга. Потеряв свои линии снабжения, солдаты генерала Ли были вынуждены оставить позиции, которые они удерживали десять месяцев. Они отошли 2—3 апреля.
Ли планировал собрать своих людей у местечка Амелия. Он собирался соединиться с Теннессийской армией Джонстона и закрепиться на берегах реки Роанок. Но когда его части прибыли 4 апреля в Амелию, то не нашли там никаких припасов. Ли отправил фургоны на фуражировку, но тем самым только потерял день времени. Армия двинулась на запад, к станции Аппоматтокс, где её ждал состав с припасами. На данный момент армия Ли состояла из одного кавалерийского корпуса и двух небольших пехотных корпусов.
На пути к станции, 6 апреля, почти четверть отступающей армии была отрезана Шериданом. В сражении на Сайлерс-Крик две дивизии Конфедерации атаковали части 2-го и 6-го федеральных корпусов, но были отбиты, а затем кавалерия отрезала им пути отступления. Большая часть из 7 700 человек сдалась, включая генерала Юэлла и восемь прочих генералов. Это сражение также задержало армию Ли, который не успел прибыть на станцию Аппоматокс днем 8 апреля. Вечером этого дня к станции вышла кавалерия Шеридана, которая захватила состав с припасами и перекрыла пути отступления.
Вечером 7 апреля, после небольших сражений при Камберленд-Черч и при Хай-Бридж, Грант отправил Ли письмо с предположением, что настало время капитуляции Северовирджинской армии. В ответном письмо Ли отклонил предложение, но поинтересовался, на каких условиях Грант предлагал капитуляцию. 8 апреля федеральная кавалерия Джорджа Кастера захватила и уничтожила три состава с припасами в сражении у Станции Аппоматокс. Теперь Потомакская армия и Армия Джеймса соединились у Аппоматтокса.
Потеряв составы с припасами, Ли стал думать о движении на запад, к Линчбургу, где его ждали другие составы. Между Ли и Линчбургом находилась только федеральная кавалерия, и Ли надеялся прорваться сквозь неё прежде, чем подойдет пехота. Он послал Гранту письмо, где написал, что не желает сдаваться в данный момент, но хочет понять, как страна воспримет условия Гранта. Грант сказал: «Похоже, Ли желает драться». Федеральная пехота была недалеко, но единственным соединением, способным поддержать кавалерию Шеридана, был 24-й корпус Джона Гиббона из армии Джеймса. Корпус совершил марш-бросок и за 21 час преодолел расстояние в 50 километров, отделявшие его от Шеридана. Генерал Орд, командующий Армией Джеймса, прибыл с 24-м корпусом около 16:00, когда 5-й корпус Потомакской армии был уже близко. Шеридан разместил три дивизии кавалерии на пологой высоте юго-западнее Аппоматтокса.

## Сражение
Утром 9 апреля стало понятно, что кавалерия перекрывает Северовирджинской армии путь отступления к Линчбергу. Было решено атаковать позиции кавалерии силами дивизий Гордона.
2-й корпус армии Конфедерации (под командованием Джона Гордона) насчитывал всего 2 000 человек в трех дивизиях: Граймса, Уокера и Эванса. Этот корпус атаковал кавалерию Шеридана и опрокинул первую линию, которой командовал генерал Чарльз Смит. Но следующая линия (генерал Ранальд Маккензи и Джордж Крук) остановила наступление южан. Люди Гордона прорвались сквозь федеральную линию и вышли на вершину холма, но оттуда они увидели весь федеральный 24-й корпус в боевом порядке и V корпус справа от них, изо всех сил спешившие к месту сражения. Корпус Орда начал наступление на Гордона, а II федеральный корпус двинулся на корпус Лонгстрита. Это делало для южан продолжение сражения бессмысленным, так как у них не было никакого шанса прорваться через массы превосходящих сил противника.
В этот момент полковник Чарльз Вэйнабл из штаба Ли спросил Гордона, сможет ли он наступать, на что он ответил: «Передай генералу Ли, что мой корпус на грани истощения, и боюсь, что ничего не смогу сделать без поддержки корпуса генерала Лонгстрита». Получив этот ответ, Ли принял окончательное решение: «Тогда мне не остается ничего, кроме как встретиться с генералом Грантом, хотя лучше б мне умереть тысячью смертей» (англ. Then there is nothing left for me to do but to go and see General Grant and I would rather die a thousand deaths).

## Капитуляция
Генералу
Р. Э. Ли,

штаб Северовиргинской армии

9 апреля, 1865
Генерал: В соответствии с содержанием моего письма к Вам от 8-го числа этого месяца, я предполагаю принять капитуляцию Северовиргинской армии на следующих условиях: список всех офицеров и солдат должен быть составлен в двух экземплярах, один из которых будет передан назначенному мной офицеру, второй останется у офицера, назначенного Вами. Офицеры должны принести клятву, что не поднимут оружие против правительства Соединённых Штатов до тех пор, пока не будут должным образом обменены; каждый ротный или полковой командир должен подписать подобное обещание от лица подчинённых ему солдат. Оружие, артиллерия и общественная собственность должна быть представлена и передана офицерам, назначенным мной для этой цели. Это не касается личного оружия офицеров, их личных лошадей и багажа.
После этого каждому офицеру и солдату будет позволено разойтись по домам, и они будут освобождены от преследования со стороны властей Соединённых Штатов, пока соблюдают упомянутую клятву и действующие законы местности проживания.

У. С. ГРАНТ, генерал-лейтенант

Здание суда,
Аппоматтокс, Виргиния. 
Мы, нижеподписавшегося военнопленные, состоящие в составе Северовиргинской армии, в день капитуляции командующего упомянутой армией генерала Роберта Э. Ли, перед главнокомандующим армией Соединённых Штатов, генерал-лейтенантом У. С. Грантом, торжественно даём слово чести, что впоследствии мы не будем служить в армии Конфедеративных Штатов либо каком-нибудь другом вооруженном формировании, враждебном Соединённым Штатам Америки, или оказывать помощь врагам последних до тех пор, пока не будем должным образом обменены через такую процедуру, какую совместно выработают соответствующие власти.
Подписан в Аппоматтокс Корт Хауз, штат Виргиния,

9 апреля 1865 года
Р. Э. ЛИ, генерал

У. Г. ТЭЙЛОР, подполковник

ЧАРЛЬЗ С. ВЕНАБЕР, подполковник, адъютант

ЧАРЛЬЗ МАРШАЛ, подполковник

У. Э. ПЕНТИН, подполковник

ГИЛБЕРТ Б. КУК, майор

Г. С. ЯНГ, майор

Перечисленные здесь люди освобождаются от преследования властями Соединённых Штатов, пока соблюдают указанную клятву и действующие законы местности проживания.

## В литературе
- Сражение при Аппоматтоксе описано в стихотворении Генри Стокарда «Последняя атака при Аппомматтоксе»[2].

| Поле боя при Аппоматтоксе в наше время                                                                                 |
| --- |
| - Начальная точка атаки - Линчбергская дорога - Федеральная батарея - Конечная точка атаки - Место последнего выстрела |